# Fairmont (Minnesota)
Fairmont é uma cidade localizada no estado americano de Minnesota, no Condado de Martin.

## Demografia
Segundo o censo americano de 2000, a sua população era de 10.889 habitantes.
Em 2006, foi estimada uma população de 10.403, um decréscimo de 486 (-4.5%).

## Geografia
De acordo com o United States Census Bureau tem uma área de
42,8 km², dos quais 37,7 km² cobertos por terra e 5,1 km² cobertos por água. Fairmont localiza-se a aproximadamente 361 m acima do nível do mar.

## Localidades na vizinhança
O diagrama seguinte representa as localidades num raio de 20 km ao redor de Fairmont.